# Antraquinona
Antraquinona é um composto de fórmula (C14H8O2). Foi obtido pela primeira vez em 1827 pela hidrólise do antraceno, e atualmente preparado pela condensação do anidrido ftálico com o benzeno. Sólido rosáceo, sublimável, sua nitração ou sua sulfonação fornecem intermediários para a síntese dos corantes antraquinônicos. Introduzindo radicais OH, NH2, NR2 tornam-se poderosos corantes, ou os corantes antraquinônico.
As antraquinonas são também conhecidas por antranóides, derivados antracênicos ou derivados hidroxiantracênicos e são uma subclasse dos compostos denominados quinonas. Nas plantas as antraquinonas são produzidas após a formação das antronas e antronóis, isto por que as antraquinonas são formadas por reações como auto-oxidação das antronas livres ou ainda pela ação de enzimas da própria planta. As antronas que dão origem as antraquinonas, também podem ser transformadas em diantronas e naftodiantronas, no entanto, apenas as antraquinonas é que possuem ação farmacológica (laxativa).
Quanto às propriedades físicos-químicas analisando de modo geral, as quinonas se apresentam na forma de substâncias cristalinas de coloração amarela até vermelha. As antraquinonas possuem coloração laranja ou vermelha e são as mais estavéis em soluções aquosas acidificadas em relação às diantronas e naftodiantronas.
As antraquinonas hidroxiladas assim como as demais quinonas hidroxiladas em meio alcalino irão produzir o ânion fenoxilato que irão se apresentar em uma coloração purpúra.
Não diferente disso, as antraquinonas que possuem hidroxilas no carbono 1 e 8 se apresentam com uma acidez comparada ao dos ácidos carboxílicos por se apresentarem com uma estrutura viníloga com o ácido carboxílico, por essas características o teste utilizado para a sua identificação é a reação de Borntrager que é realizada em meio alcalino.
As antraquinonas são frequentemente encontradas nas famílias Rubiaceae, Caesalpiniaceae, Rhamnaceae, Polygonaceae, Liliaceae, Verbenaceae e Asphodedelaceae e entre suas ações farmacológicas a principal é o efeito laxativo. Na planta as antraquinonas desempenham a função de defesa contra patógenos devido ao seu efeito anti-fúngico.

## Ações biológicas e farmacológicas

### Ação biológica
- Papel de defesa contra insetos e outros patógenos;
- Toxicidade para cupins (aumenta resistência da matéria);
- Atividade alelopática (inibe o crescimento de outras espécies, evitando competição, papel principalmente as naftoquinonas)

### Ação farmacológica
- Ação laxativa: para apresentar essa ação é necessária a existência de hidroxilas nas posições C-1 e C-8. Babosa, Ruibarbo, Senna, Cáscara sagrada têm efeitos purgativos catárticos quando usados em doses altas.
- Outras ações: Atividade antibacteriana, antifúngica, antiviral contra poliovírus dos tipos 2 e 3e antitumoral – principalmente das naftaquinonas, porém essas ações são mais importantes para as plantas visto que apresentam elevada toxicidade para as células animais.

### Mecanismos de atividade laxativa dos antranóides
- Estimulação direta da contração da musculatura lisa do intestino, aumentando a motilidade intestinal;
- Inibição da reabsorção de água através da inativação da bomba de Na+/ K+ - ATPase;
- Inibição dos canais de Cl-
- Glicosídeos – maior potência farmacológica, porém tem menores índices de absorção (biodisponibilidade). Ação laxante em doses elevadas.

## Aplicações industriais
Uma importante aplicação industrial de antraquinonas é na produção de peróxido de hidrogênio. 2-Etil-9,10-antraquinona ou algum outro derivado de alquila relacionado é usado, além da própria antraquinona.

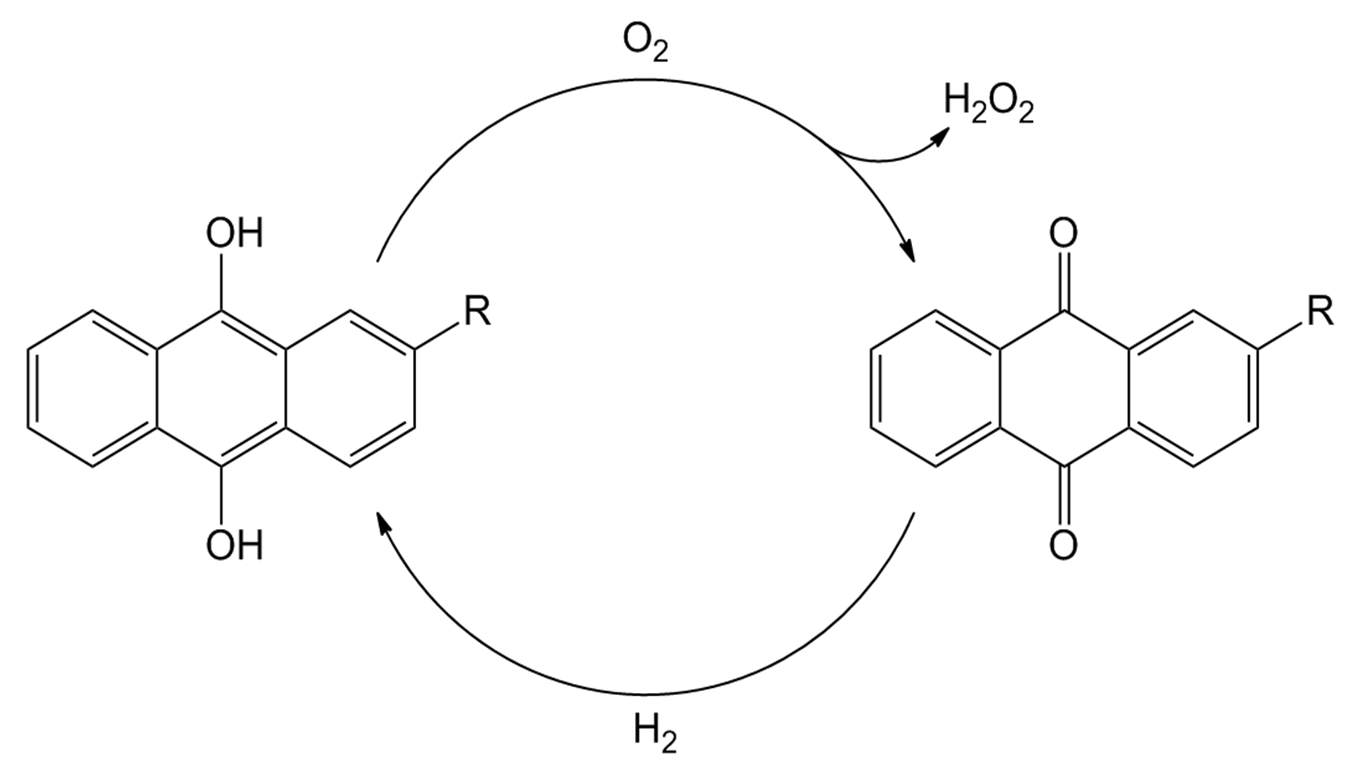
Produção catalítica de peróxido de hidrogênio através do processo com antraquinona

## Fitoterapia

### Plantas que contém antraquinonas
- Sene
- Cáscara-sagrada
- Ruibado
- Babosa
- Ipê-roxo
- Hena